# Herrarnas K-4 1000 meter i kanotsport vid olympiska sommarspelen 2000
Herrarnas K-4 1000 meter vid olympiska sommarspelen 2000 hölls på Sydney International Regatta Centre i Sydney. 

## Medaljörer
| Gren            | Guld                                                             | Silver                                                | Brons                                                                       |
| K-4, 1000 meter | Ungern Ákos Vereckei Gábor Horváth Zoltán Kammerer Botond Storcz | Tyskland Jan Schäfer Mark Zabel Björn Bach Stefan Ulm | Polen Grzegorz Kotowicz Adam Seroczyński Dariusz Białkowski Marek Witkowski |

## Resultat

### Heat
| Heat 1 av 2 Datum: Tisdagen den 26 september 2000 | Heat 1 av 2 Datum: Tisdagen den 26 september 2000 | Heat 1 av 2 Datum: Tisdagen den 26 september 2000 | Heat 1 av 2 Datum: Tisdagen den 26 september 2000                           | Heat 1 av 2 Datum: Tisdagen den 26 september 2000 | Heat 1 av 2 Datum: Tisdagen den 26 september 2000 |
| Placering                                         | Totalt                                            | Nation                                            | Kanotister                                                                  | Tid                                               | Kval                                              |
| ------------------------------------------------- | ------------------------------------------------- | ------------------------------------------------- | --------------------------------------------------------------------------- | ------------------------------------------------- | ------------------------------------------------- |
| 1                                                 | 1                                                 | Ungern                                            | Ákos Vereckei, Zoltán Kammerer, Gábor Horváth och Botond Storcz             | 2:58.096                                          | QF                                                |
| 2                                                 | 3                                                 | Ryssland                                          | Anatoli Tisjtjenko, Oleg Gorobij, Jevgenij Salachov och Roman Zarubin       | 2:59.764                                          | QF                                                |
| 3                                                 | 4                                                 | Polen                                             | Dariusz Białkowski, Grzegorz Kotowicz, Adam Seroczyński och Marek Witkowski | 3:00.166                                          | QF                                                |
| 4                                                 | 5                                                 | Bulgarien                                         | Milko Kazanov, Petar Merkov, Jordan Jordanov och Petar Sibinkić             | 3:00.634                                          | QS                                                |
| 5                                                 | 9                                                 | Sverige                                           | Jonas Fager, Anders Gustafsson, Erik Lindeberg och Niklaes Persson          | 3:04.420                                          | QS                                                |
| 6                                                 | 10                                                | Jugoslavien                                       | Igor Kovačić, Saša Vujanić, Jozef Soti och Dragan Zorić                     | 3:04.432                                          | QS                                                |
| 7                                                 | 12                                                | Frankrike                                         | Frédéric Gauthier, Maxime Boccon, Pierre Lubac och Stéphane Gourichon       | 3:05.806                                          | QS                                                |

| Heat 2 av 2 Datum: Tisdagen den 26 september 2000 | Heat 2 av 2 Datum: Tisdagen den 26 september 2000 | Heat 2 av 2 Datum: Tisdagen den 26 september 2000 | Heat 2 av 2 Datum: Tisdagen den 26 september 2000            | Heat 2 av 2 Datum: Tisdagen den 26 september 2000 | Heat 2 av 2 Datum: Tisdagen den 26 september 2000 |
| Placering                                         | Totalt                                            | Nation                                            | Kanotister                                                   | Tid                                               | Kval                                              |
| ------------------------------------------------- | ------------------------------------------------- | ------------------------------------------------- | ------------------------------------------------------------ | ------------------------------------------------- | ------------------------------------------------- |
| 1                                                 | 2                                                 | Tyskland                                          | Björn Bach, Jan Schäfer, Stefan Ulm och Mark Zabel           | 2:59.473                                          | QF                                                |
| 2                                                 | 6                                                 | Slovakien                                         | Róbert Erban, Richard Riszdorfer, Juraj Tarr och Erik Vlček  | 3:00.955                                          | QF                                                |
| 3                                                 | 7                                                 | USA                                               | Stein Jorgensen, John Mooney, Peter Newton och Angel Pérez   | 3:01.369                                          | QF                                                |
| 4                                                 | 8                                                 | Tjeckien                                          | Karel Leština, Pavel Hottmar, Pavel Holubář och Jiří Polívka | 3:02.053                                          | QS                                                |
| 5                                                 | 11                                                | Rumänien                                          | Vasile Curuzan, Sorin Petcu, Romică Şerban och Marian Sîrbu  | 3:05.341                                          | QS                                                |
| 6                                                 | 13                                                | Australien                                        | Ross Chaffer, Shane Suska, Peter Scott och Cameron McFadzean | 3:05.893                                          | QS                                                |

Totala resultant heat
| Heat Totala resultat | Heat Totala resultat | Heat Totala resultat                                                        | Heat Totala resultat | Heat Totala resultat | Heat Totala resultat | Heat Totala resultat |
| Placering            | Kanotister           | Nation                                                                      | Heat                 | Placering            | Tid                  | Kval                 |
| -------------------- | -------------------- | --------------------------------------------------------------------------- | -------------------- | -------------------- | -------------------- | -------------------- |
| 1                    | Ungern               | Ákos Vereckei, Zoltán Kammerer, Gábor Horváth och Botond Storcz             | 1                    | 1                    | 2:58.096             | QF                   |
| 2                    | Tyskland             | Björn Bach, Jan Schäfer, Stefan Ulm och Mark Zabel                          | 2                    | 1                    | 2:59.764             | QF                   |
| 3                    | Ryssland             | Anatoli Tisjtjenko, Oleg Gorobij, Jevgenj Salachov och Roman Zarubin        | 1                    | 2                    | 2:59.764             | QF                   |
| 4                    | Polen                | Dariusz Białkowski, Grzegorz Kotowicz, Adam Seroczyński och Marek Witkowski | 1                    | 3                    | 3:00.166             | QF                   |
| 5                    | Bulgarien            | Milko Kazanov, Petar Merkov, Jordan Jordanov och Petar Sibinkić             | 1                    | 4                    | 3:00.634             | QS                   |
| 6                    | Slovakien            | Róbert Erban, Richard Riszdorfer, Juraj Tarr och Erik Vlček                 | 2                    | 2                    | 3:00.955             | QF                   |
| 7                    | USA                  | Stein Jorgensen, John Mooney, Peter Newton och Angel Pérez                  | 2                    | 3                    | 3:01.369             | QF                   |
| 8                    | Tjeckien             | Karel Leština, Pavel Hottmar, Pavel Holubář och Jiří Polívka                | 2                    | 4                    | 3:02.053             | QS                   |
| 9                    | Sverige              | Jonas Fager, Anders Gustafsson, Erik Lindeberg och Niklaes Persson          | 1                    | 5                    | 3:04.420             | QS                   |
| 10                   | Jugoslavien          | Igor Kovačić, Saša Vujanić, Jozef Soti och Dragan Zorić                     | 1                    | 6                    | 3:04.432             | QS                   |
| 11                   | Rumänien             | Vasile Curuzan, Sorin Petcu, Romică Şerban och Marian Sîrbu                 | 2                    | 5                    | 3:05.341             | QS                   |
| 12                   | Frankrike            | Frédéric Gauthier, Maxime Boccon, Pierre Lubac och Stéphane Gourichon       | 1                    | 7                    | 3:05.806             | QS                   |
| 13                   | Australien           | Ross Chaffer, Shane Suska, Peter Scott och Cameron McFadzean                | 2                    | 6                    | 3:05.893             | QS                   |

### Semifinal
| Heat 1 av 1 Datum: Torsdagen den 28 september 2000 | Heat 1 av 1 Datum: Torsdagen den 28 september 2000 | Heat 1 av 1 Datum: Torsdagen den 28 september 2000                    | Heat 1 av 1 Datum: Torsdagen den 28 september 2000 | Heat 1 av 1 Datum: Torsdagen den 28 september 2000 |
| Placering                                          | Nation                                             | Kanotist                                                              | Tid                                                | Kval                                               |
| -------------------------------------------------- | -------------------------------------------------- | --------------------------------------------------------------------- | -------------------------------------------------- | -------------------------------------------------- |
| 1                                                  | Bulgarien                                          | Milko Kazanov, Petar Merkov, Jordan Jordanov och Petar Sibinkić       | 3:01.051                                           | QF                                                 |
| 2                                                  | Sverige                                            | Jonas Fager, Anders Gustafsson, Erik Lindeberg och Niklaes Persson    | 3:02.611                                           | QF                                                 |
| 3                                                  | Jugoslavien                                        | Igor Kovačić, Saša Vujanić, Jozef Soti och Dragan Zorić               | 3:02.713                                           | QF                                                 |
| 4                                                  | Tjeckien                                           | Karel Leština, Pavel Hottmar, Pavel Holubář och Jiří Polívka          | 3:02.851                                           |                                                    |
| 5                                                  | Frankrike                                          | Frédéric Gauthier, Maxime Boccon, Pierre Lubac och Stéphane Gourichon | 3:03.703                                           |                                                    |
| 6                                                  | Rumänien                                           | Vasile Curuzan, Sorin Petcu, Romică Şerban och Marian Sîrbu           | 3:05.101                                           |                                                    |
| 7                                                  | Australien                                         | Ross Chaffer, Shane Suska, Peter Scott och Cameron McFadzean          | 3:05.527                                           |                                                    |

### Final
| Heat 1 av 1 Datum: Lördagen den 30 september 2000 | Heat 1 av 1 Datum: Lördagen den 30 september 2000 | Heat 1 av 1 Datum: Lördagen den 30 september 2000                           | Heat 1 av 1 Datum: Lördagen den 30 september 2000 |
| Placering                                         | Kanotister                                        | Nation                                                                      | Tid                                               |
| ------------------------------------------------- | ------------------------------------------------- | --------------------------------------------------------------------------- | ------------------------------------------------- |
| 1                                                 | Ungern                                            | Ákos Vereckei, Zoltán Kammerer, Gábor Horváth och Botond Storcz             | 2:55.188                                          |
| 2                                                 | Tyskland                                          | Björn Bach, Jan Schäfer, Stefan Ulm och Mark Zabel                          | 2:55.704                                          |
| 3                                                 | Polen                                             | Dariusz Białkowski, Grzegorz Kotowicz, Adam Seroczyński och Marek Witkowski | 2:55.704                                          |
| 4                                                 | Slovakien                                         | Róbert Erban, Richard Riszdorfer, Juraj Tarr och Erik Vlček                 | 2:57.696                                          |
| 5                                                 | Bulgarien                                         | Milko Kazanov, Petar Merkov, Jordan Jordanov och Petar Sibinkić             | 2:59.112                                          |
| 6                                                 | USA                                               | Stein Jorgensen, John Mooney, Peter Newton och Angel Pérez                  | 2:59.472                                          |
| 7                                                 | Ryssland                                          | Anatoli Tisjtjenko, Oleg Gorobij, Jevgenj Salachov och Roman Zarubin        | 2:59.778                                          |
| 8                                                 | Sverige                                           | Jonas Fager, Anders Gustafsson, Erik Lindeberg och Niklaes Persson          | 3:01.326                                          |
| 9                                                 | Jugoslavien                                       | Igor Kovačić, Saša Vujanić, Jozef Soti och Dragan Zorić                     | 3:02.316                                          |